# الانتخابات التشريعية التونسية 1994
الانتخابات التشريعية التونسية 1994 هي انتخابات تشريعية نظمت في تونس في 20 مارس 1994. هي الانتخابات التاسعة من نوعها. تعتبر هذه الانتخابات مزورة ومزيفة.

فاز حزب التجمع الدستوري الديمقراطي الذي يرأسه الرئيس زين العابدين بن علي بالانتخابات.

## النتائج
|                          | العدد     | % من المسجلين | % من الناخبين |
| ------------------------ | --------- | ------------- | ------------- |
| المسجلين                 | 366 976 2 | 100%          |               |
| الناخبين                 | 557 841 2 | 95.5%         | 100%          |
| الأصوات الصحيحة للقائمات | 871 832 2 |               | 99.70%        |
| الأوراق البيضاء والملغاة | 686 8     |               | 0.30%         |
| الامتناع عن التصويت      | 809 134   | 4.5%          |               |

| الأحزاب                          | الأحزاب                       | الأصوات   | % من الأصوات الصحيحة | المقاعد |
| -------------------------------- | ----------------------------- | --------- | -------------------- | ------- |
|                                  | التجمع الدستوري الديمقراطي    | 667 768 2 | 97.7%                | 144     |
|                                  | حركة الديمقراطيين الاشتراكيين | 660 30    | 1.1%                 | 10      |
|                                  | حركة التجديد                  | 299 11    | 0.4%                 | 4       |
|                                  | الاتحاد الديمقراطي الوحدوي    | 152 9     | 0.3%                 | 3       |
|                                  | حزب الوحدة الشعبية            | 391 8     | 0.3%                 | 2       |
|                                  | الحزب الاجتماعي التحرري       | 892 1     | 0.1%                 | 0       |
|                                  | التجمع التقدمي الاشتراكي      | 749 1     | 0.1%                 | 0       |
|                                  | مستقلين                       | 091 1     | 0.0%                 | 0       |
| الأصوات الصحيحة                  | الأصوات الصحيحة               | 871 832 2 | 99.70%               | 182     |
| الأوراق البيضاء والملغاة         | الأوراق البيضاء والملغاة      | 686 8     | 0.30%                |         |
| مجموع الأصوات                    | مجموع الأصوات                 | 557 841 2 | 100%                 |         |
| المصدر: الاتحاد البرلماني الدولي |                               |           |                      |         |

## مقالات ذات صلة
- الانتخابات الرئاسية التونسية 1994